# 9804 Shrikulkarni
A 9804 Shrikulkarni (ideiglenes jelöléssel (9804) 1997 NU) a Naprendszer kisbolygóövében található aszteroida. E. O. Ofek fedezte fel 1997. július 1-jén.